# Hrgovljani
Hrgovljani su četvrt u sastavu grada Bjelovara, nalaze se sjevero-zapadno od centra grada te kroz njih prolazi Županijska cesta 2143, koja spaja Bjelovar sa Kapelom, Zrinskim Topolovcem i Koprivnicom.

## Opis
Glavna prometnica u sklopu Hrgovljana je ulica Miroslava Krleže (tj. Županijska cesta 2143). Unutar Hrgovljana se nalazi Spomen-područje Barutana, šuma Bedenik te dio sjeverne bjelovarske obilaznice, zapadno od šume Bedenik u južnom dijelu četvrti nalazi se umjetni ribnjak Pulman i ribolovni centar Športsko rekreacijsko-ribolovne udruge "Pulman" Hrgovljani. 
Četvrt je pretežito stambene i poljoprivredne namijene. 

## Povijest
Hrgovljani su u nedavnoj prošlost bili vlastito ruralno naselje u krugu Bjelovara. Uspostavljeni su pri završetku turskih invazija i pri povratku kršćanskog stanovništva u 17. stoljeću. Na karti prve vojne izmjere naselje je 1774. godine navedeno kao "Dorf Hergovlany".
Hrgovljanima je tijekom 1980-ih ukinut status naselja te su kao gradska četvrt pripojeni gradu Bjelovaru. Slične sudbine zadesile su i ostala naselja poput Ivanovčana, Novih Plavnica, Velike Sredice i Male Sredice.

### Domovinski rat
29. rujna 1991. skupina hrvatskih vojnika pokušala je ući u prostor skladišta ratnih rezervi 265. motorizirane brigade JNA naziva "Barutana" u Hrgovljanima. Hrvatski vojnici su u više navrata pokušali zaposjesti Barutanu, a konačni pokušaj proveden je 29. rujna 1991. Nakon kratkotrajnog sukoba se dio posade skladišta JNA počeo povlačiti i isticati bijele plahte u znak predaje. Istovremeno je major Milan Tepić u 10 sati i 43 minute aktivirao minirana skladišta električnim impulsom, no zbog veze koju su hrvatske snage presjekle ranije, umjesto tri eksplodiralo je samo jedno, južno skladište. Tako je umjesto 1700 tona eksploziva eksplodiralo nekoliko stotina.
Od siline eksplozije nastao je krater dubok 12 metara, a širina udara izbrisala je šumu u prvoj zoni udarnog vala u krugu od 60 metara i teško oštetila drugu zonu u krugu od 150 metara. Eksplozija je razorila Hrgovljane, a brojne zgrade u četvrti ostale su bez krovova.
Godine 2020. Spomen-područje Barutana cjelovito je obnovljena. Sastoji se od središnjeg trga sa spomenikom poginulim hrvatskim braniteljima, kapelicom i informativno-edukacijskog centra Barutana kojim upravlja Društvo za očuvanje hrvatske vojne tradicije, stazom bjelovarsko-bilogorskih branitelja i postavom na otvorenom. Investitor projekta je bio Grad Bjelovar, a obnova je sufinancirana sredstvima Vlade Republike Hrvatske.

## Znamenitosti
- Spomen-područje Barutana, spomen-područje za poginule i stradale u obrani Bjelovara 29. rujna 1991.
- Športsko rekreacijsko-ribolovna udruga "Pulman" Hrgovljani, ribnjak u Hrgovljanima
- Kapela sv. Ivana Krstitelja
- Sportsko igralište Hrgovljani